# 日立郵便局
日立郵便局（ひたちゆうびんきょく）は茨城県日立市にある郵便局。民営化前の分類では集配普通郵便局であった。

## 概要
住所：〒317-8799 茨城県日立市幸町2-3-28

### 併設施設
- ゆうちょ銀行日立店（さいたま支店日立出張所）：取扱店番号060620

### 分室
分室はなし。過去に存在した分室は以下のとおり。
- 保険分室 - 1943年（昭和18年）に廃止。

## 沿革
- 1872年（明治5年）8月4日 - 助川郵便取扱所として開設[1]。
- 1875年（明治8年）1月1日 - 助川郵便局（五等）となる[1]。
- 1885年（明治18年）10月1日 - 貯金取扱を開始[1]。
- 1893年（明治26年）4月1日 - 為替取扱を開始[1]。
- 1937年（昭和12年）11月1日 - 等級を三等から二等に改定[2]。
- 1939年（昭和14年）9月1日 - 保険分室を設置[3]。
- 1939年（昭和14年）10月1日 - 日立郵便局に改称[4]。
- 1942年（昭和17年）4月10日 - 保険分室を移転[5]。
- 1943年（昭和18年）12月8日 - 保険分室を廃止[6]。
- 1958年（昭和33年）5月1日 - 電話通話および和文電報受付事務取扱を開始[7]。
- 1963年（昭和38年）11月 - 局舎新築落成。
- 1992年（平成4年）8月3日 - 外国通貨の両替および旅行小切手の売買に関する業務取扱を開始。
- 1995年（平成7年）9月4日 - 日立市助川町一丁目から同市幸町二丁目に移転、旧位置付近に日立助川郵便局を設置。
- 2006年（平成18年）10月16日 - 川尻郵便局から集配業務を移管[8]。
- 2007年（平成19年）10月1日 - 民営化に伴い、併設された郵便事業日立支店、ゆうちょ銀行日立店に一部業務を移管。
- 2012年（平成24年）10月1日 - 日本郵便株式会社発足に伴い、郵便事業日立支店を日立郵便局に統合。

## 取扱内容

### 日立郵便局
- 郵便、印紙、ゆうパック、内容証明
- 生命保険、バイク自賠責保険、自動車保険
- 日立市内の一部地域の集配業務
- ゆうゆう窓口

### ゆうちょ銀行日立店
- 貯金、貸付、為替、振替、振込、国際送金、外貨両替、トラベラーズチェック、国債、投資信託、変額年金保険
- ATM

## 周辺
- 日立シビックセンター
- 日立製作所日立事業所海岸工場
- 国道245号

## アクセス
- JR常磐線 日立駅（中央口）から徒歩約9分
- 日立電鉄バス 海下門停留所下車
- 常磐自動車道 日立中央ICから南東へ約3km
- 駐車場あり：15台